# Garra buettikeri
Garra buettikeri är en fiskart som beskrevs av Krupp, 1983. Garra buettikeri ingår i släktet Garra och familjen karpfiskar. Inga underarter finns listade i Catalogue of Life.